# Taj ol-Dowleh
Taj ol-Dowleh, död 1881, var en av hustrurna till shah Fath-Ali Shah Qajar i Persien, som regerade 1797-1834. Hon var känd som poet.